# Una settimana schifosa
Una settimana schifosa è il primo libro "per adulti" di Eoin Colfer, l'autore di Artemis Fowl, scritto nel 2011.

## Trama
Daniel è un ex soldato irlandese, finito a fare il buttafuori in un pessimo locale a Clever in New Jersey.
Viene trascinato nei guai dal suo vecchio amico Zeb ex chirurgo conosciuto ai tempi dell'esercito, che gli scatenerà contro la mafia locale.

## Personaggi principali
Daniel McAvoy - Il protagonista del racconto, ex militare finito a fare il buttafuori, con problemi di calvizie.
Zeb Kronsky - medico clandestino amico di Daniel
Ronelle Deacon - poliziotta amica/nemica di Daniel
Mike "l'Irlandese" Madden - boss mafioso

## Edizioni
- Eoin Colfer, Una settimana schifosa, traduzione di Giuseppe Manuel Brescia, Arnoldo Mondadori Editore, 2012,  p. 258, ISBN 978-88-04-61516-3.